# Godło Kuwejtu
Godło Kuwejtu zostało ustanowione w 1962 roku. Jego tarcza jest umieszczona na rozpostartych skrzydłach sokoła, zamiast tułowia ptaka umieszczono narodową flagę. Na tarczy godła znajduje się płynący po morzu żaglowiec (tradycyjny, arabski dhow), na górnym okręgu tarczy w białym polu umieszczono pełną nazwę państwa, zapisaną w języku arabskim. 
Dhow symbolizuje tradycyjne związki kraju z morzem, podobną symbolikę ma także w godłach Kataru i Zjednoczonych Emiratów Arabskich. Sokół symbolizuje Kurajszytów, z których wywodzi się prorok Muhammad, i podobnie jak dhow jest częstym symbolem heraldycznym w świecie arabskim.
Obecny wzór herbu zastąpił wcześniejszy, w którym występował sokół i dwie skrzyżowane flagi państwowe.

## Historyczne wersje herbu

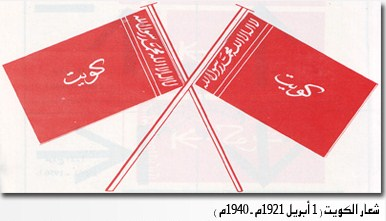
Godło w latach 1921–1940
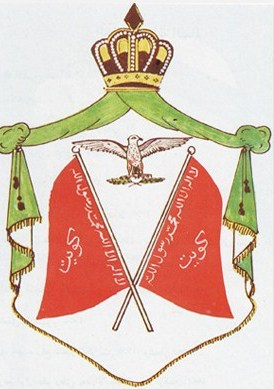
Godło w latach 1940–1956
Godło w latach 1956–1962